# Comuna Zabrodî, Ratne
Zabrodî (în ucraineană Заброди) este o comună în raionul Ratne, regiunea Volînia, Ucraina, formată din satele Iakușiv, Luciîci și Zabrodî (reședința).

## Demografie
Componența lingvistică a satului Zabrodî
     Ucraineană (99,23%)
     Alte limbi (0,76%)
Conform recensământului din 2001, majoritatea populației satului Zabrodî era vorbitoare de ucraineană (99,23%), existând în minoritate și vorbitori de alte limbi.